# Placoeme vitticollis
Placoeme vitticollis là một loài bọ cánh cứng trong họ Cerambycidae.